# Saint-Denis-de-l’Hôtel
Saint-Denis-de-l’Hôtel ist eine französische Gemeinde im Département Loiret in der Region Centre-Val de Loire. Sie hat 3.057 Einwohner (Stand: 1. Januar 2022), die sich Dionysiens nennen. Saint-Denis-de-l’Hôtel gehört zum Arrondissement Orléans und zum Kanton Châteauneuf-sur-Loire.

## Geographie
Saint-Denis-de-l’Hôtel liegt an der Loire, deren Tal hier Teil des Welterbes Val de Loire ist. Umgeben wird Saint-Denis-de-l’Hôtel von den Nachbargemeinden Fay-aux-Loges im Norden, Vitry-aux-Loges im Nordosten, Châteauneuf-aux-Loges im Osten, Ouvrouer-les-Champs im Südosten, Jargeau im Süden, Mardié im Westen sowie Donnery im Nordwesten.
Im Gemeindegebiet von Saint-Denis-de-l’Hôtel liegt der Flughafen Loiret-Orléans-Saint-Denis-de-l’Hôtel. Am Nordostrand der Gemeinde führt die frühere Route nationale 60 (heutige D2060) entlang.

## Bevölkerungsentwicklung
| 1962 | 1968 | 1975 | 1982 | 1990 | 1999 | 2006 | 2018 |
| ---- | ---- | ---- | ---- | ---- | ---- | ---- | ---- |
| 1324 | 1505 | 2116 | 2289 | 2523 | 2621 | 2731 | 3033 |

## Sehenswürdigkeiten

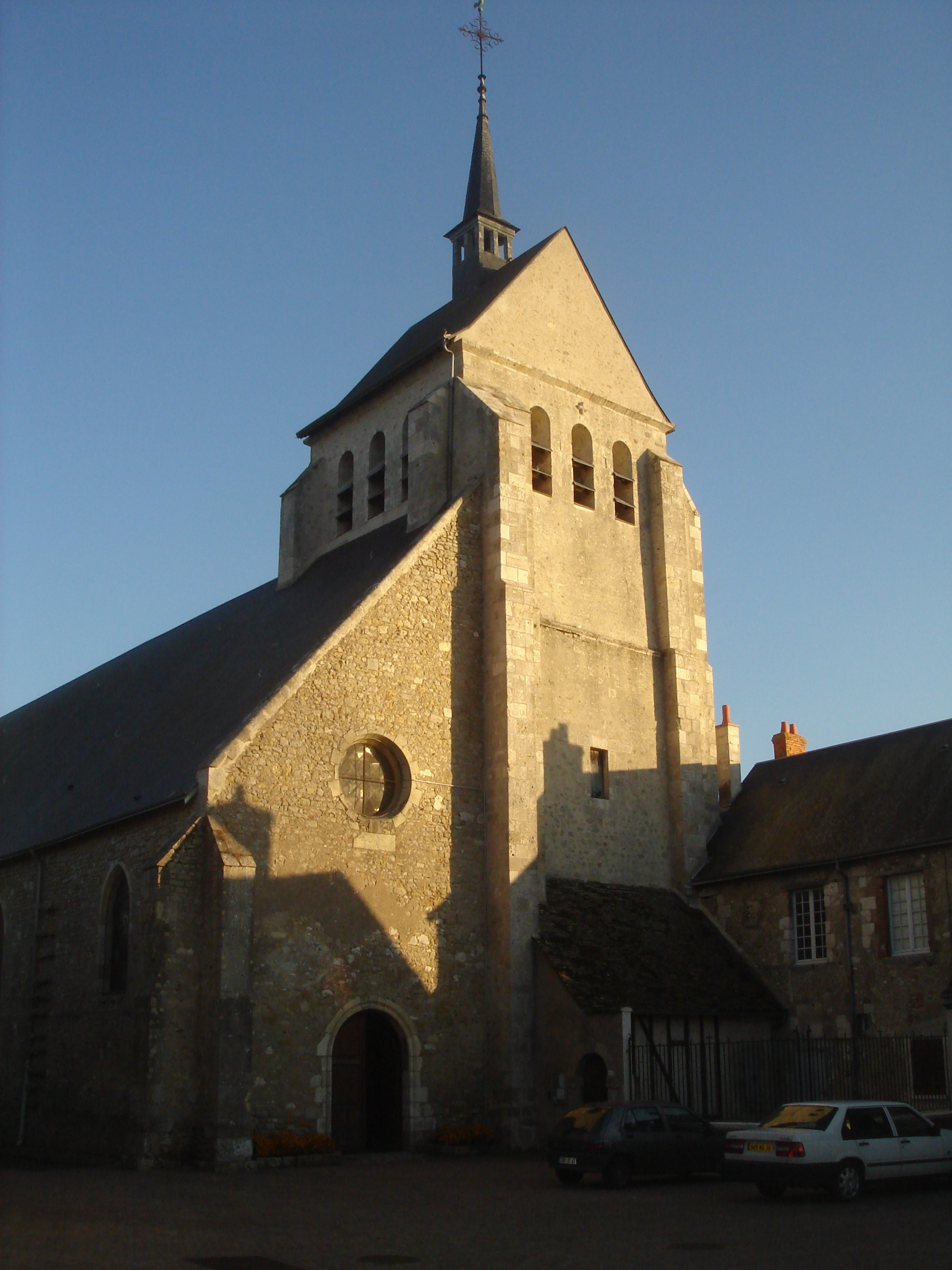
Kirche Saint-Denis

- Kirche Saint-Denis, ursprünglich aus dem 12. Jahrhundert, 1567 zerstört, wieder errichtet 1637 mit romanischem Torbogen
- Musée Maurice Genevoix, altes Weinlager
- Schloss Chenailles aus dem 16. Jahrhundert

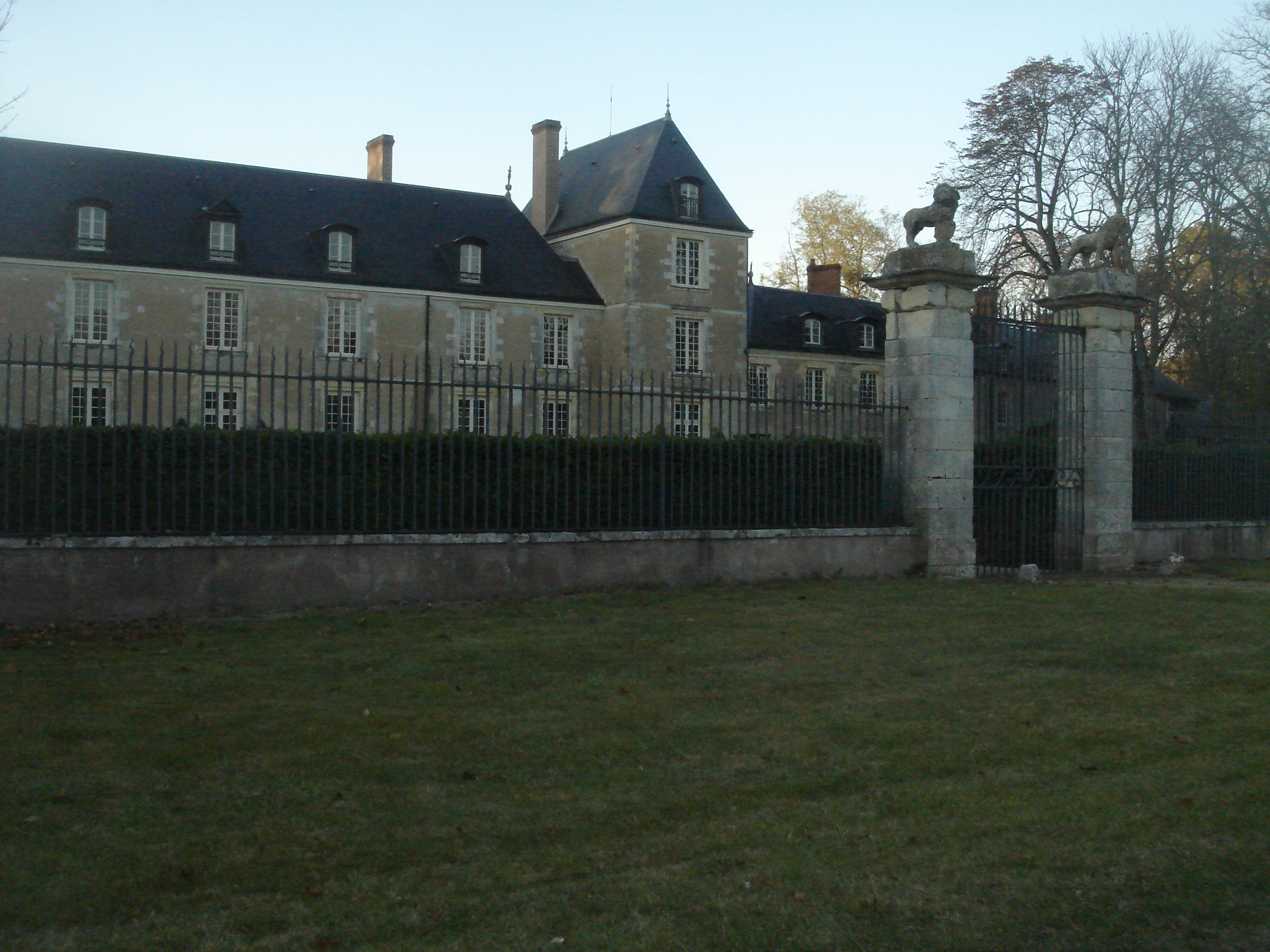
Schloss Chenailles

- kleiner Flusshafen
- Brücke nach Jargeau